# Blikk
Blikk (/ˈblikk/) est un quotidien hongrois fondé en 1994.
Considéré comme un journal de boulevard, il s'agit du quotidien le plus vendu de Hongrie.